# Leichtathletik-Europameisterschaften 2018/Weitsprung der Frauen

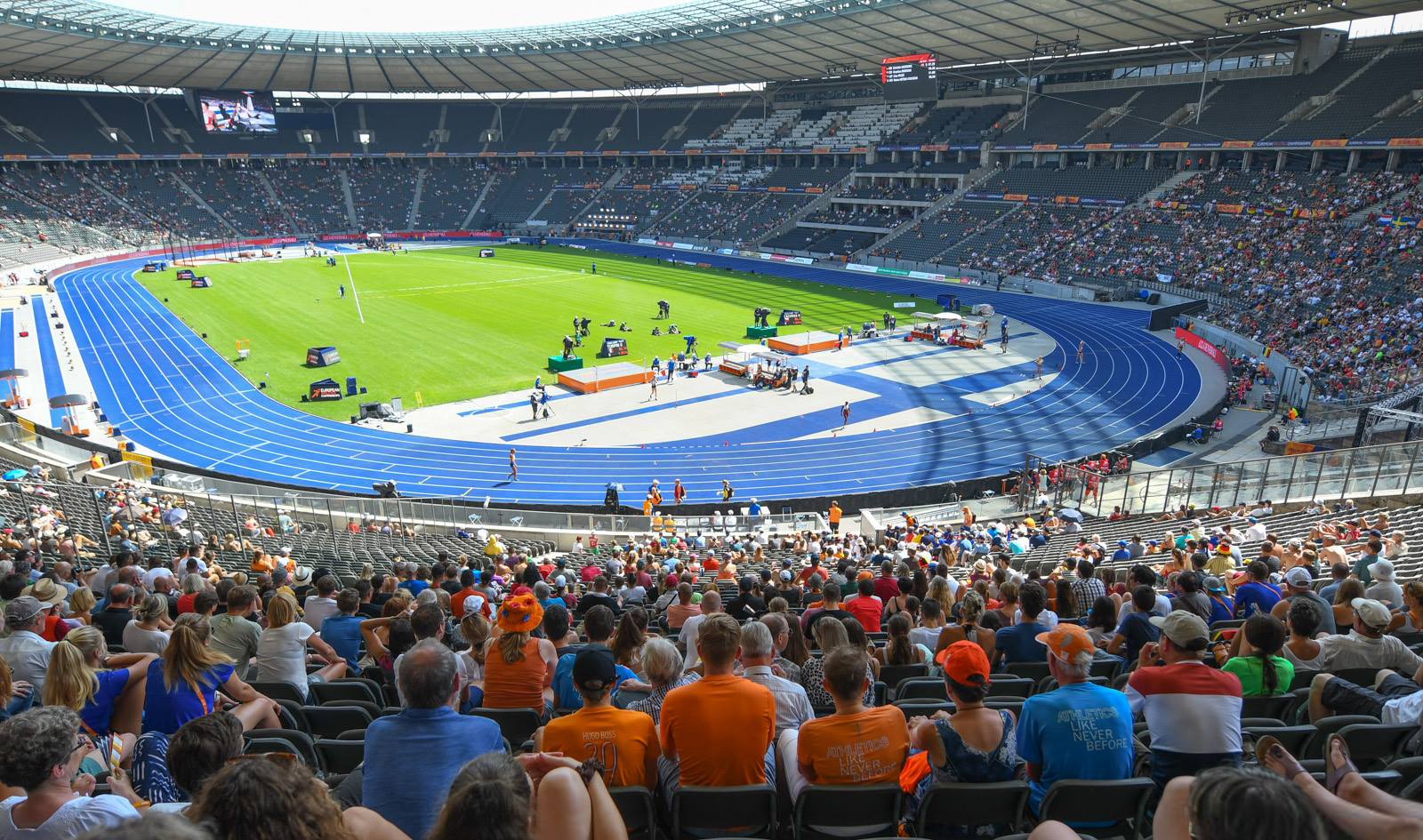
Das Berliner Olympiastadion am 9. August 2018

Der Weitsprung der Frauen bei den Leichtathletik-Europameisterschaften 2018 fand am 9. und 11. August im Olympiastadion in der deutschen Hauptstadt Berlin statt.
Den Europameistertitel gewann die Deutsche Malaika Mihambo. Maryna Bech aus der Ukraine errang die Silbermedaille. Bronze ging an die Britin Shara Proctor.

## Rekorde
| Weltrekord           | 7,52 m | Galina Tschistjakowa | Leningrad (heute Sankt Petersburg), UdSSR (heute Russland) | 11. Juni 1988   |
| Europarekord         | 7,52 m | Galina Tschistjakowa | Leningrad (heute Sankt Petersburg), UdSSR (heute Russland) | 11. Juni 1988   |
| Meisterschaftsrekord | 7,30 m | Heike Drechsler      | EM Split, Jugoslawien (heute Kroatien)                     | 28. August 1990 |

Der bereits seit 1990 bestehende EM-Rekord wurde auch bei diesen Europameisterschaften nicht erreicht. Die größte Weite erzielte die Serbin Ivana Španović, die im Finale nicht antreten konnte, in der Qualifikation mit 6,84 m bei einem Rückenwind von 0,5 m/s. Damit blieb sie 46 Zentimeter unter dem Rekord. Zum Welt- und Europarekord fehlten ihr 68 Zentimeter.

## Windbedingungen
In den folgenden Ergebnisübersichten sind die Windbedingungen zu den einzelnen Sprüngen benannt. Der erlaubte Grenzwert liegt bei zwei Metern pro Sekunde. Bei stärkerer Windunterstützung wird die Weite für den Wettkampf gewertet, findet jedoch keinen Eingang in Rekord- und Bestenlisten.

## Legende
Kurze Übersicht zur Bedeutung der Symbolik – so üblicherweise auch in sonstigen Veröffentlichungen verwendet:
| SB    | Persönliche Jahresbestleistung        |
| NU23R | Nationaler U23-Rekord                 |
| e     | egalisiert                            |
| r     | Wettkampf nicht fortgesetzt (retired) |
| NM    | keine Weite (no mark)                 |
| ogV   | ohne gültigen Versuch                 |
| DNS   | nicht am Start (did not start)        |
| –     | verzichtet                            |
| x     | ungültig                              |

## Qualifikation
9. August 2018, 10:30 Uhr MESZ
27 Teilnehmerinnen traten in zwei Gruppen zur Qualifikationsrunde an. Sechs von ihnen (hellblau unterlegt) übertrafen die Qualifikationsweite für den direkten Finaleinzug von 6,67 m. Damit war die Mindestzahl von zwölf Finalteilnehmern nicht erreicht. Das Finalfeld wurde mit den sechs nächstplatzierten Sportlern (hellgrün unterlegt) auf zwölf Springerinnen aufgefüllt. So reichten für die Finalteilnahme schließlich 6,61 m.

### Gruppe A

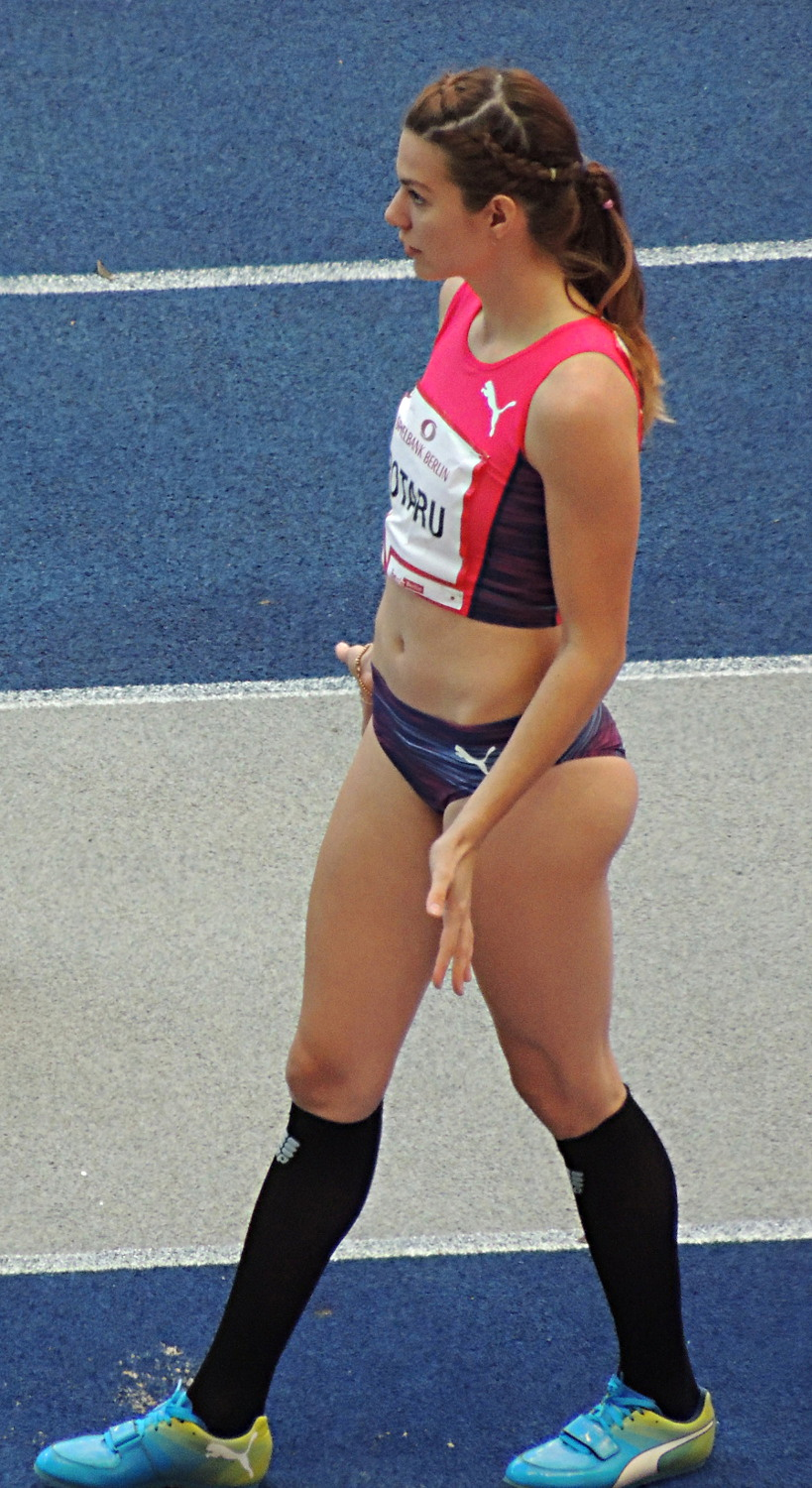
Alina Rotaru schied mit 6,55 m in der Qualifikation aus
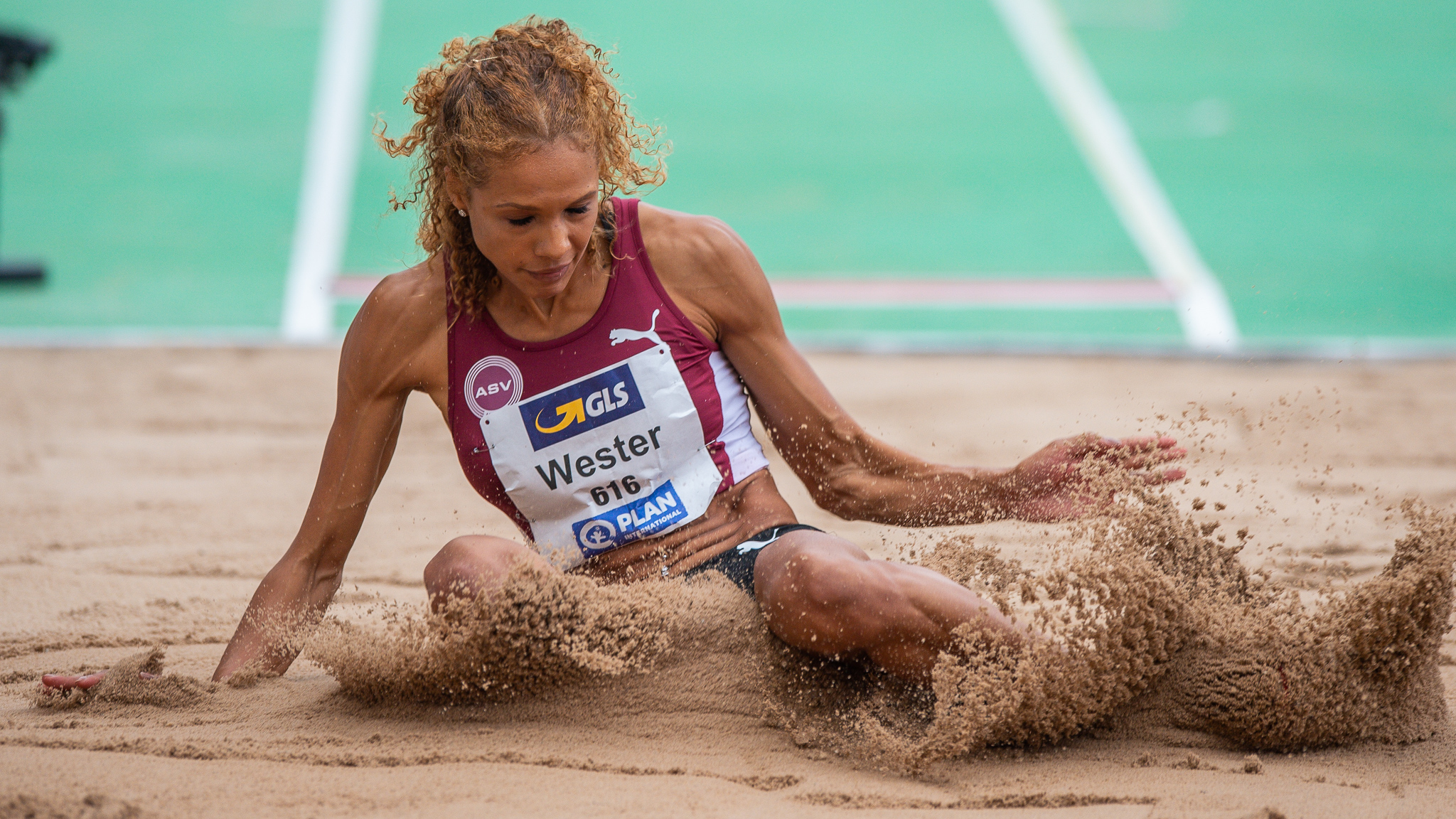
6,55 m waren auch für Alexandra Wester zu wenig, um im Finale dabei zu sein

| Platz | Name                   | Nation         | 1. Versuch (m) Wind (m/s) | 2. Versuch (m) Wind (m/s) | 3. Versuch (m) Wind (m/s) | Resultat (m) |
| 01    | Ivana Španović         | Serbien        | 0x00/ −0,9                | 6,56 / +0,5               | 6,84 / +0,5               | 6,84         |
| 02    | Shara Proctor          | Großbritannien | 6,22 / −0,2               | 6,49 / +0,1               | 6,75 / +0,7               | 6,75         |
| 03    | Khaddi Sagnia          | Schweden       | 0x00/ +0,1                | 6,69 / +0,1               | –                         | 6,69 SB      |
| 04    | Ksenija Balta          | Estland        | 6,54 / +1,1               | 6,63 / +0,4               | –                         | 6,63 SBe     |
| 05    | Nektaria Panagi        | Zypern         | 6,30 / +0,1               | 0x00/ −0,4                | 6,62 / −0,5               | 6,62         |
| 06    | Alina Rotaru           | Rumänien       | 0x00/ −0,4                | 0x00/ +0,3                | 6,55 / +0,3               | 6,55         |
| 06    | Alexandra Wester       | Deutschland    | 0x00/ −0,2                | 6,55 / −0,2               | 0x00/ −0,6                | 6,55         |
| 08    | Lauma Grīva            | Lettland       | 6,47 / +0,3               | 6,46 / −0,2               | 0x00/ +0,2                | 6,47         |
| 09    | Kristina Hryschutina   | Ukraine        | 0x00/ +0,2                | 6,31 / +0,6               | 0x00/ +0,4                | 6,31         |
| 10    | Milena Mitkowa         | Bulgarien      | 6,25 / −0,8               | 0x00/ −0,6                | 6,29 / +0,9               | 6,29         |
| 11    | Fátima Diame           | Spanien        | 6,24 / +0,6               | 6,20 / −0,1               | 0x00/ +0,1                | 6,24         |
| 12    | Chaido Alexouli        | Griechenland   | 0x00/ −1,0                | 6,11 / −0,4               | 6,21 / +0,4               | 6,21         |
| NM    | Neja Filipič           | Slowenien      | 0x00/ −0,1                | 0x00/ −0,3                | 0x00/ −0,3                | ogV          |
| NM    | Éloyse Lesueur-Aymonin | Frankreich     | 0x00/ −0,3                | 0x00/ +0,2                | r                         | ogV          |

### Gruppe B

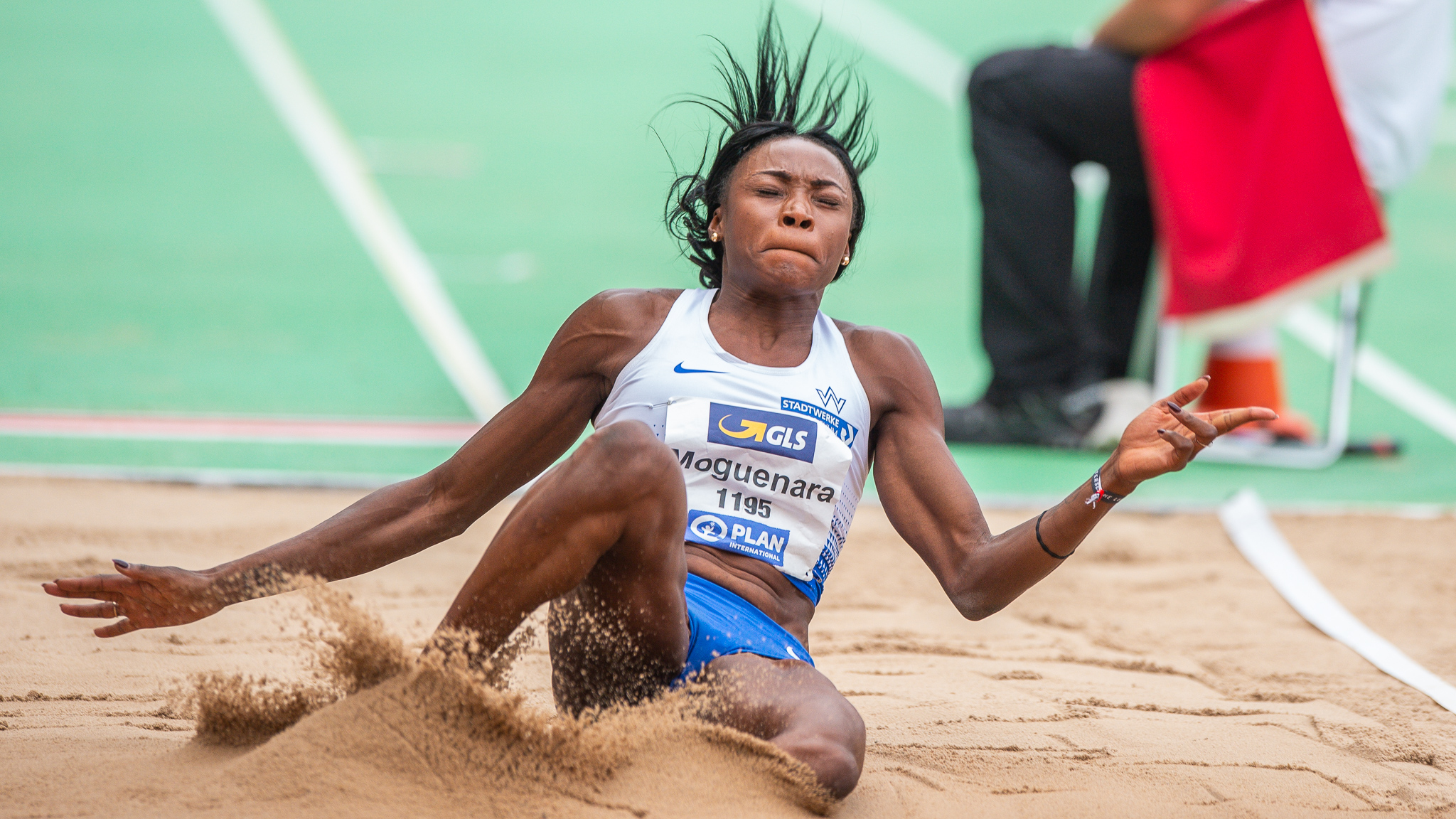
Sosthene Moguenara erzielte 6,54 m und schied damit aus

| Platz | Name                          | Nation         | 1. Versuch (m) Wind (m/s) | 2. Versuch (m) Wind (m/s) | 3. Versuch (m) Wind (m/s) | Resultat (m) |
| 01    | Malaika Mihambo               | Deutschland    | 6,71 / −0,4               | –                         | –                         | 6,71         |
| 02    | Lorraine Ugen                 | Großbritannien | 0x00/ −0,1                | 6,70 / +0,3               | –                         | 6,70         |
| 03    | Nastassja Mirontschyk-Iwanowa | Belarus        | 6,60 / −0,3               | 6,68 / −0,5               | –                         | 6,68         |
| 04    | Juliet Itoya                  | Spanien        | 6,65 / +0,4               | 0x00/ +0,6                | 6,45 / +0,8               | 6,65         |
| 05    | Maryna Bech                   | Ukraine        | 6,64 / +1,1               | 0x00/ +0,3                | 6,63 / −0,2               | 6,64 SBe     |
| 06    | Jazmin Sawyers                | Großbritannien | 0x00/ −0,6                | 6,49 / +0,4               | 6,64 / −0,4               | 6,64         |
| 07    | Evelise Veiga                 | Portugal       | 6,61 / −0,2               | 0x00/ +0,4                | 0x00/ −0,4                | 6,61 NU23Re  |
| 08    | Laura Strati                  | Italien        | 0x00/ +1,0                | 6,60 / −0,1               | 6,29 / +1,1               | 6,60         |
| 09    | Angela Moroșanu               | Rumänien       | 6,13 / −0,4               | 6,55 / −0,1               | 0x00/ −0,1                | 6,55 SB      |
| 10    | Sosthene Moguenara            | Deutschland    | 0x00/ +0,6                | 6,54 / +0,3               | 0x00/ −0,1                | 6,54         |
| 11    | Milica Gardašević             | Serbien        | 6,26 / −1,0               | 6,00 / −0,5               | 0x00/ +1,4                | 6,26         |
| 12    | Karin Melis Mey               | Türkei         | 5,98 / −0,3               | 0x00/ +0,2                | 6,18 / +0,1               | 6,18         |
| 13    | Florentina Iușco              | Rumänien       | 0x00/ −0,4                | 0x00/ −0,1                | 6,17 / −0,1               | 6,17         |

## Finale
11. August 2018, 20:05 Uhr MESZ
| Platz | Name                          | Nation         | 1. Versuch (m) Wind (m/s) | 2. Versuch (m) Wind (m/s) | 3. Versuch (m) Wind (m/s) | 4. Versuch (m) Wind (m/s)                     | 5. Versuch (m) Wind (m/s)                     | 6. Versuch (m) Wind (m/s)                     | Resultat (m) |
|       | Malaika Mihambo               | Deutschland    | 6,36 / −1,3               | 6,36 / −0,1               | 6,75 / −0,7               | 6,54 / −1,1                                   | 0x00/ +0,6                                    | 6,73 / +0,1                                   | 6,75         |
|       | Maryna Bech                   | Ukraine        | 6,60 / −1,5               | 6,45 / −0,3               | 6,52 / +0,1               | 0x00/ −1,0                                    | 6,67 / −0,5                                   | 6,73 / −0,1                                   | 6,73 SB      |
|       | Shara Proctor                 | Großbritannien | 6,58 / −1,0               | 6,44 / −1,0               | 6,51 / ±0,0               | 6,69 / −0,3                                   | 0x00/ +0,6                                    | 6,70 / −0,4                                   | 6,70         |
| 4     | Jazmin Sawyers                | Großbritannien | 6,40 / −1,4               | 5,10 / −1,0               | 6,53 / −1,2               | 0x00/ −0,5                                    | 6,66 / −0,7                                   | 6,67 / −0,4                                   | 6,67         |
| 5     | Nastassja Mirontschyk-Iwanowa | Belarus        | 6,42 / −1,1               | 6,47 / −1,5               | 6,58 / −1,1               | 6,53 / ±0,0                                   | 0x00/ −0,2                                    | 0x00/ +0,3                                    | 6,58         |
| 6     | Ksenija Balta                 | Estland        | 6,49 / −1,6               | 0x00/ −0,6                | 6,38 / −0,7               | 0x00/ ±0,0                                    | 6,30 / −0,2                                   | 0x00/ +0,3                                    | 6,49         |
| 7     | Khaddi Sagnia                 | Schweden       | 6,43 / −0,6               | 6,47 / −1,0               | 0x00/ −0,8                | 0x00/ −0.9                                    | 0x00/ −0,1                                    | 0x00/ −0,8                                    | 6,47         |
| 8     | Evelise Veiga                 | Portugal       | 6,47 / +0,6               | 6,39 / +0,1               | 0x00/ −0,7                | 6,14 / −0,9                                   | 6,30 / −1,1                                   | 0x00/ −0,5                                    | 6,47         |
| 9     | Lorraine Ugen                 | Großbritannien | 0x00/ −0,9                | 6,45 / −1,1               | 0x00/ −0,3                | nicht im Finale der besten acht Springerinnen | nicht im Finale der besten acht Springerinnen | nicht im Finale der besten acht Springerinnen | 6,45         |
| 10    | Juliet Itoya                  | Spanien        | 6,38 / −0,2               | 0x00/ −1,4                | 6,34 / +0,3               | nicht im Finale der besten acht Springerinnen | nicht im Finale der besten acht Springerinnen | nicht im Finale der besten acht Springerinnen | 6,38         |
| 11    | Nektaria Panagi               | Zypern         | 6,10 / −1,6               | 6,10 / −1,6               | 6,29 / −0,8               | nicht im Finale der besten acht Springerinnen | nicht im Finale der besten acht Springerinnen | nicht im Finale der besten acht Springerinnen | 6,29         |
| DNS   | Ivana Španović                | Serbien        |                           |                           |                           |                                               |                                               |                                               |              |

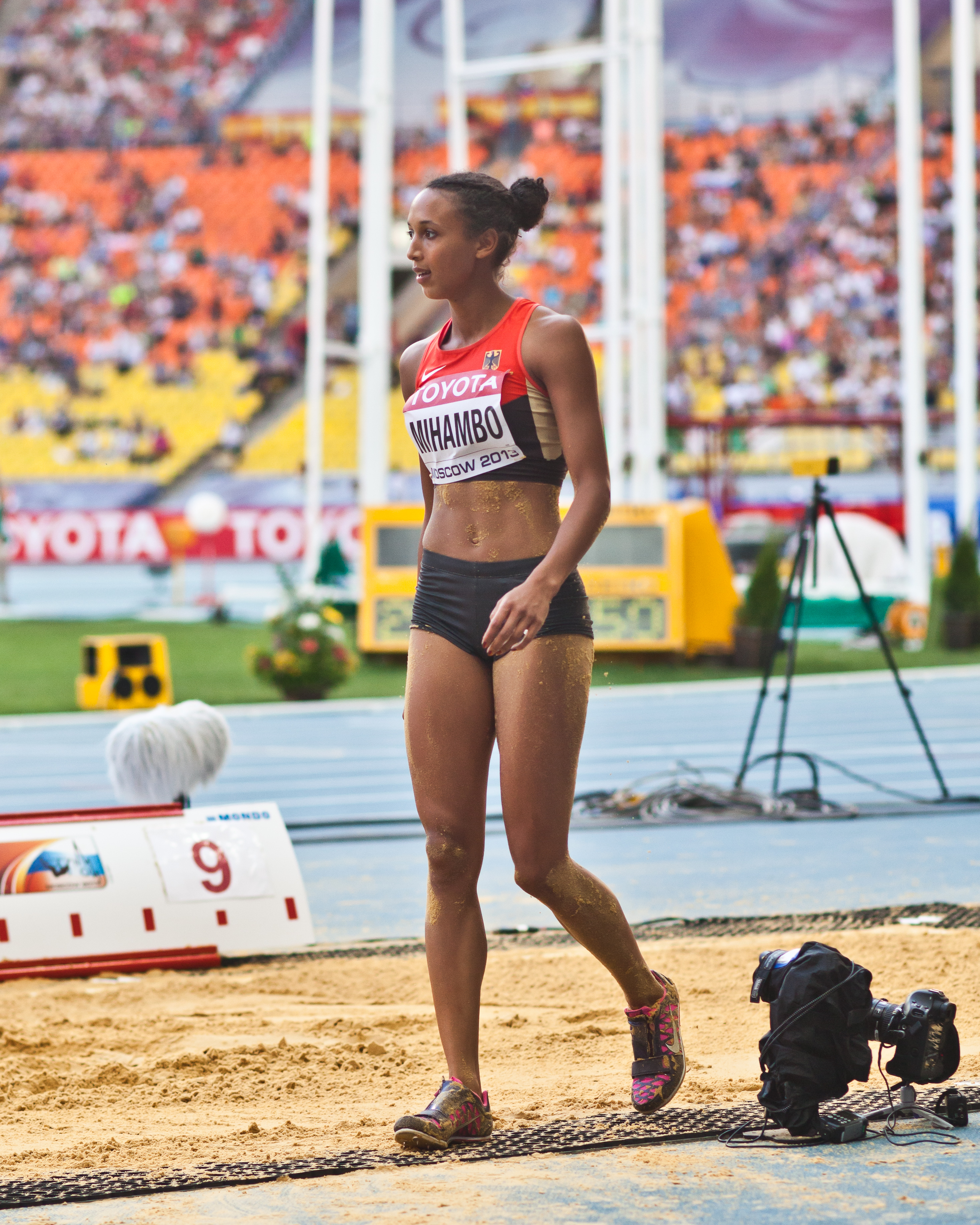
Europameisterin Malaika Mihambo

Zum engeren Favoritenkreis gehörten die serbische Europameisterin von 2016, Olympiadritte von 2016, WM-Vierte von 2017 Ivana Španović, die britische Vizeweltmeisterin von 2015 Shara Proctor sowie die deutsche EM-Dritte von 2016 und Olympiavierte von 2016 Malaika Mihambo. Auch die Britin Lorraine Ugen – WM-Fünfte von 2017 und WM-Vierte von 2015 ging mit guten Aussichten auf eine vordere Platzierung an den Start. Španović hatte sich als Qualifikationsbeste für das Finale qualifiziert, konnte jedoch verletzungsbedingt dort nicht starten.
In den ersten Durchgängen wollte der Weitsprung nicht so recht in Fahrt kommen. Nach Runde eins führte die Ukrainerin Maryna Bech mit 6,60 m vor Proctor mit mageren 6,58 m. Dies änderte sich im zweiten Durchgang nicht. Mihambo hatte bis dahin 6,36 m auf ihrem Konto und war noch nicht für das Finale der besten Acht qualifiziert. Im dritten Versuch gelangen Mihambo dann 6,75 m, womit sie nicht nur die Berechtigung für drei weitere Sprünge erlangte, sondern auch die Führung übernahm. Proctor verbesserte sich in Runde vier auf 6,69 m und setzte sich damit auf Position zwei. Nun kamen doch langsam akzeptable Weiten zustande. Im fünften Durchgang gab es weitere Steigerungen. Bech erzielte 6,67 m und festigte Rang drei. Die Britin Jazmin Sawyers sprang 6,66 m und war damit Vierte. Die letzte Versuchsreihe brachte weitere Verbesserungen. Zunächst zog Sawyers mit 6,67 m mit Bech gleich, lag jedoch durch ihren besseren zweitbesten Sprung jetzt auf dem Bronzerang. Doch sogleich konterte Bech, sie erzielte 6,73 m und blieb damit nur zwei Zentimeter hinter der führenden Mihambo. Aber die Ukrainerin hatte Proctor und auch Sawyer wieder überholt und lag auf dem Silberrang. Daran änderte auch Proctors Steigerung auf 6,70 m nichts. So wurde Malaika Mihambo, die im fünften Durchgang mit 6,73 m einen weiteren guten Versuch hatte, Europameisterin vor Maryna Bech und Shara Proctor. Jazmin Sawyers verpasste Bronze um drei Zentimeter. Fünfte wurde die Weißrussin Nastassja Mirontschyk-Iwanowa vor der Estin Ksenija Balta.

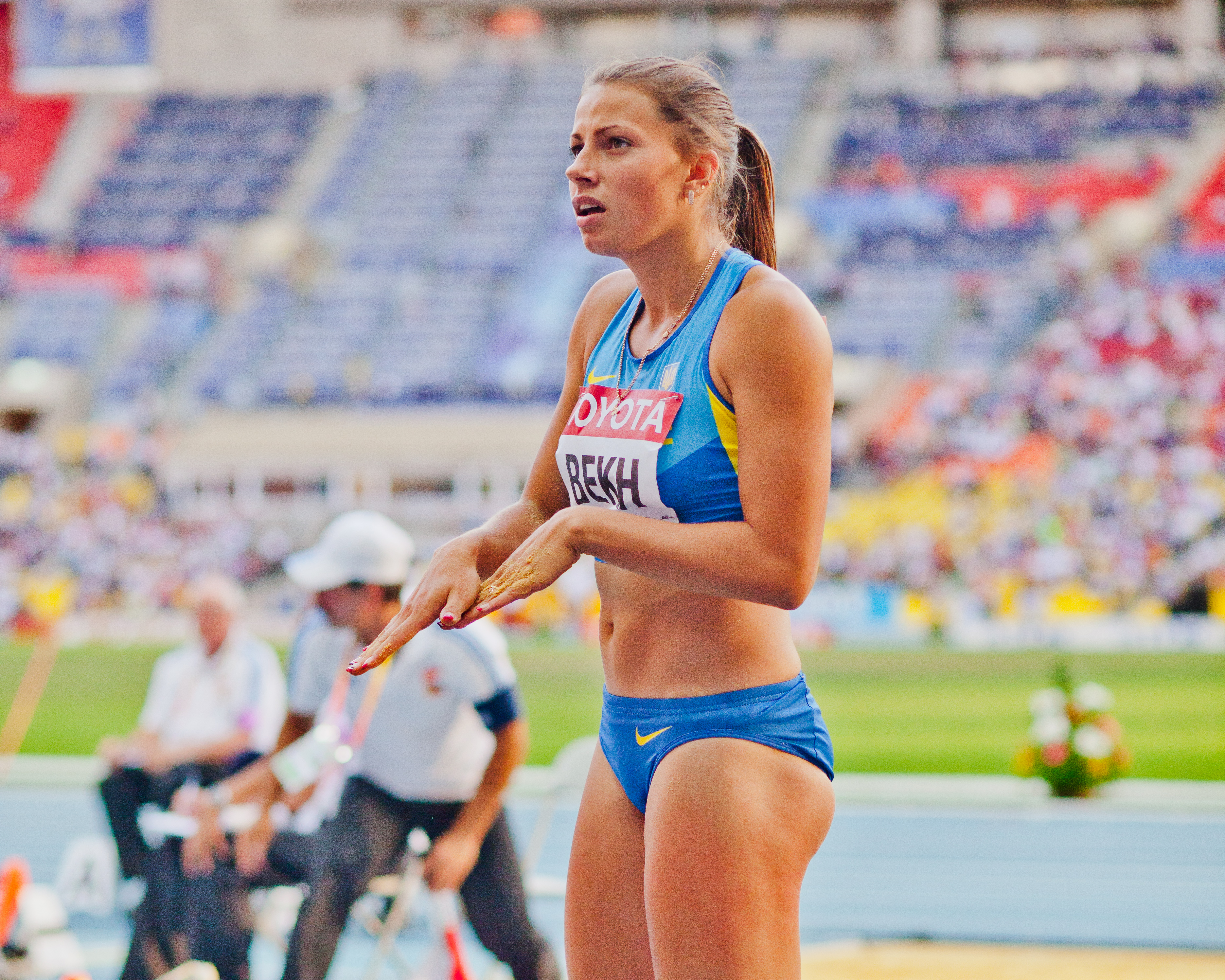
Vizeeuropameisterin Maryna Bech
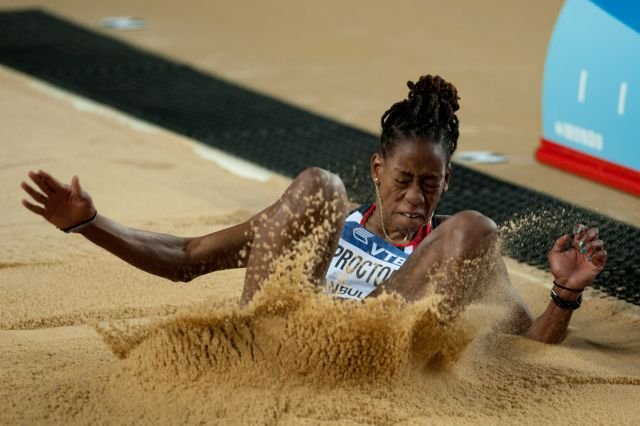
Bronzemedaillengewinnerin Shara Proctor
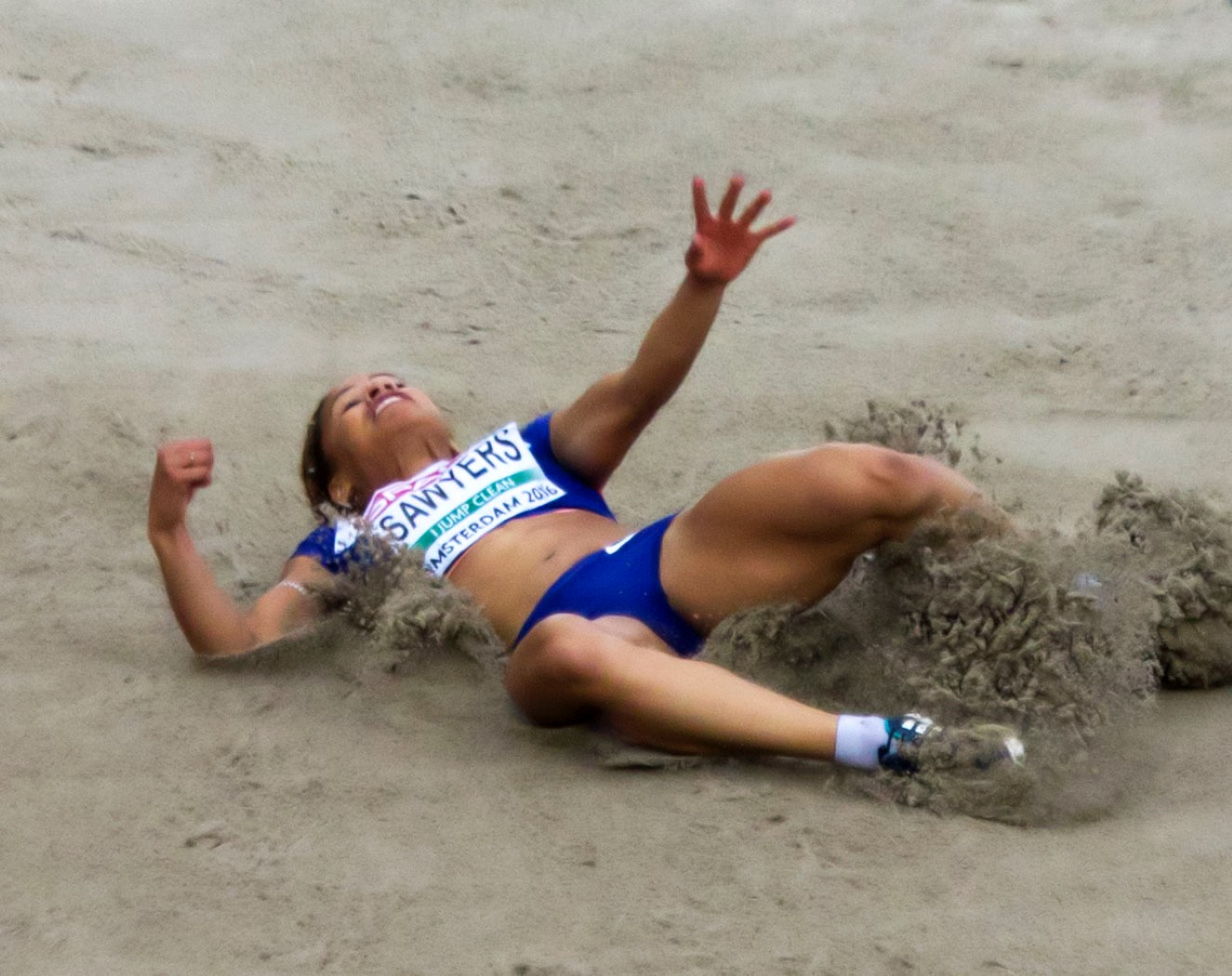
Jazmin Sawyers wurde Vierte

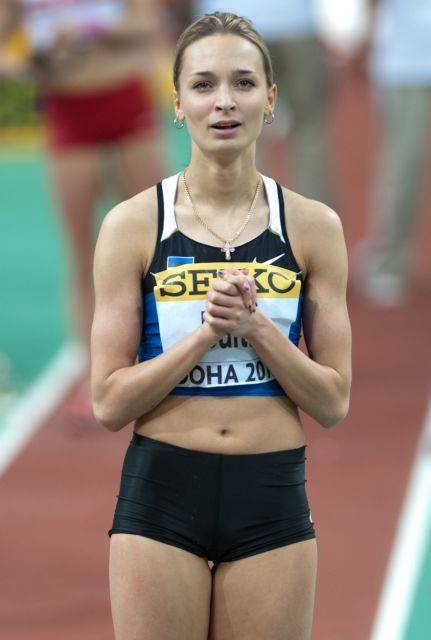
Rang sechs für Ksenija Balta
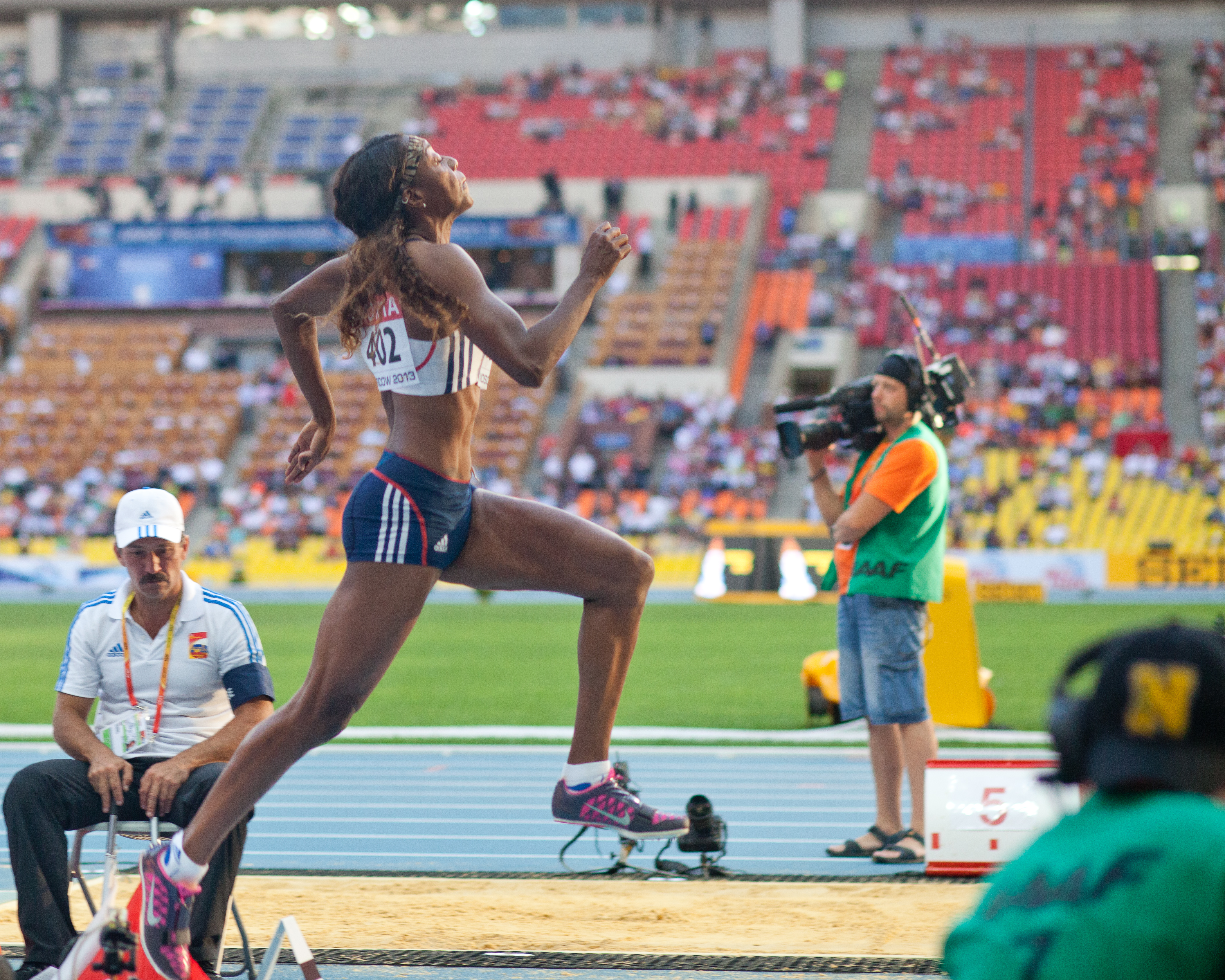
Lorraine Ugen kam auf den neunten Platz
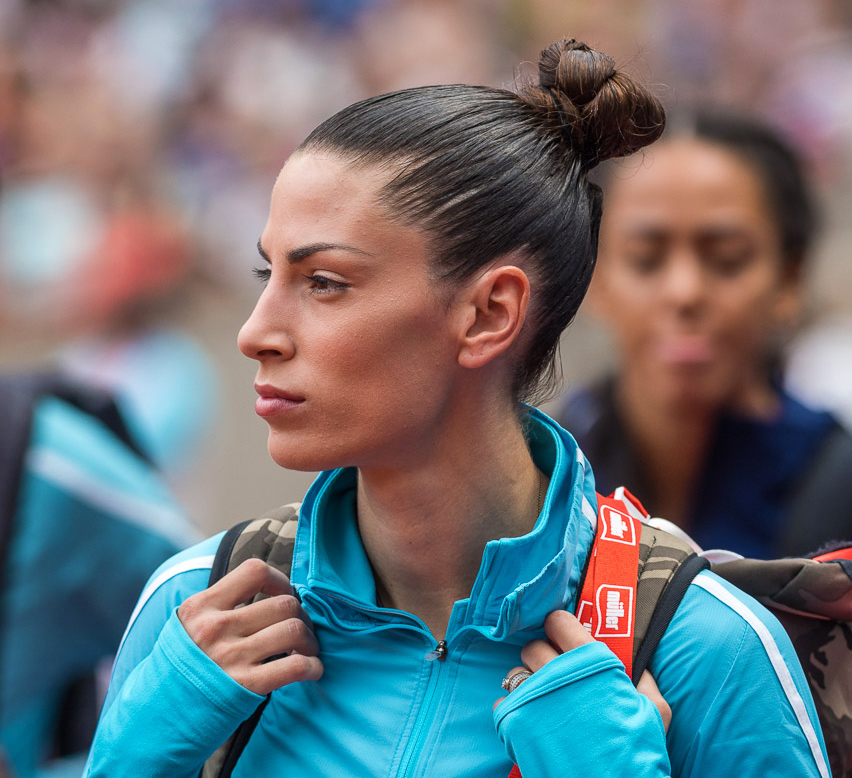
Titelverteidigerin Ivana Španović konnte im Finale verletzungsbedingt nicht antreten